# Andy the Clown
Andrew Rozdilsky, Jr. (6 décembre 1917 - 21 septembre 1995), mieux connu sous le nom Andy the Clown (Andy le clown), est un clown américain qui fut la mascotte non officielle de l'équipe des White Sox de Chicago de la Ligue majeure de baseball lors des matchs joués au Comiskey Park de 1960 à 1990.

## Description
Le personnage d'Andy le clown apparaît pour la première fois lorsque Rozdilsky, un natif de Chicago, se costume pour assister avec des amis à un match des White Sox au Comiskey Park en 1960. Les spectateurs semblent apprécier et Andy est de retour pour divertir la foule pour tous les matchs locaux de l'équipe en 1961, Rozdilsky ayant gagné un abonnement de saison lors d'un tirage des Chevaliers de Colomb.
Le costume d'Andy the Clown est un vêtement blanc à pois rouges, une fraise autour du cou, un chapeau melon rouge, du maquillage et un nez de clown à une pile qui s'allume lorsqu'il serre la main d'un enfant. Rozdilsky devient une célébrité au Comiskey Park, où il encourage la foule par un long cri d'encouragement « Gooooo yooooouuuu White Sox ! ». 

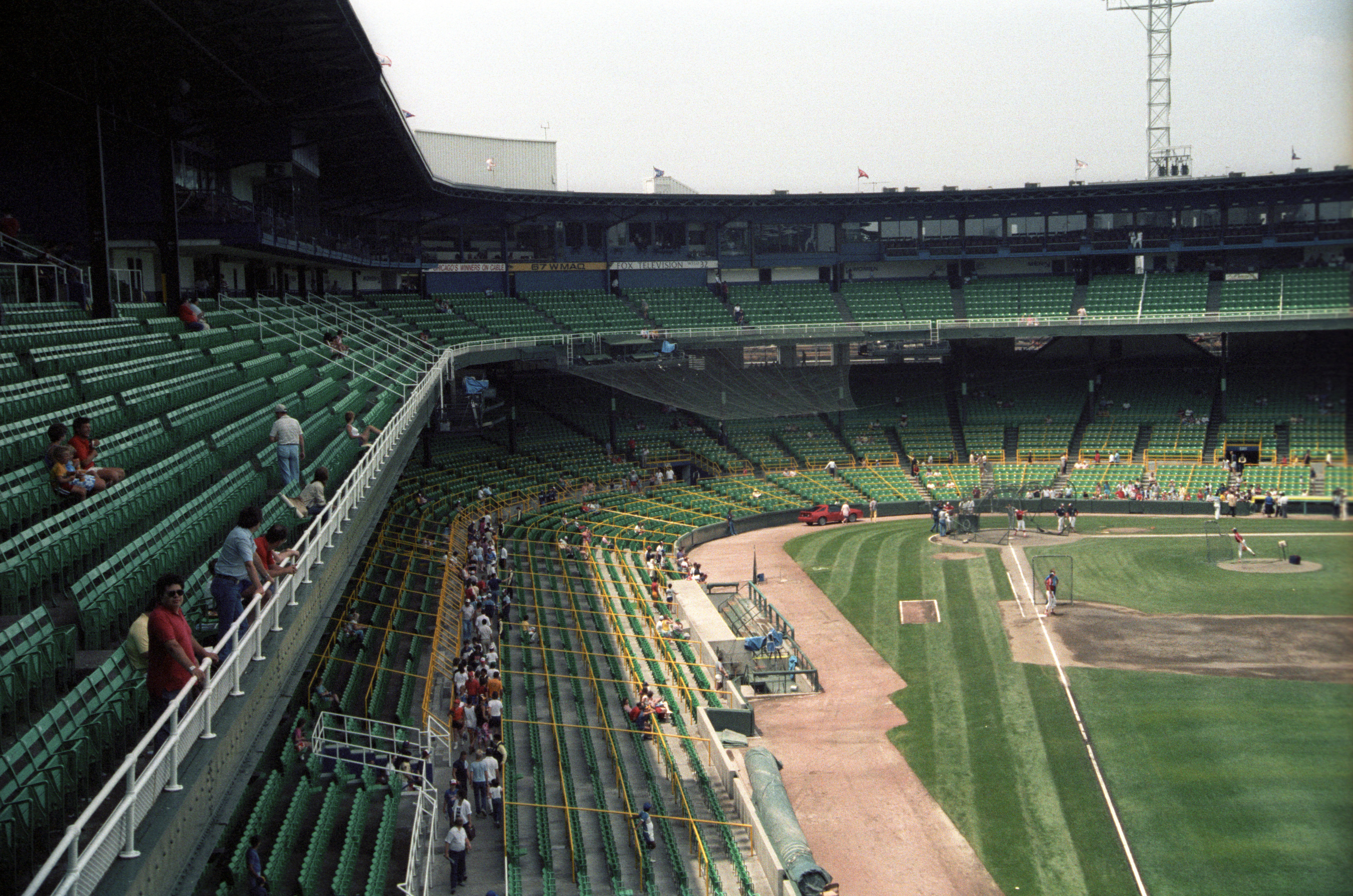
Vue des gradins du Comiskey Park de Chicago avant un match de baseball en 1986.

Andy the Clown apparaît à une époque de transition entre celle où les clowns et autres amuseurs publics disparaissent progressivement des stades de baseball et cèdent leur place à des mascottes en peluche. Après la saison de baseball 1980, le propriétaire de longue date des White Sox, Bill Veeck, vend la franchise à un groupe dirigé par Jerry Reinsdorf et Eddie Einhorn. Les nouveaux propriétaires engagent l'agence Harrison Erickson de Brooklyn, responsable de la conception du Phillie Phanatic, la très populaire mascotte des Phillies de Philadelphie. En 1981, leurs créations débarquent au Comiskey Park : Ribbie et Roobarb sont les nouvelles mascottes des White Sox. La nouvelle équipe de direction ne désire plus voir Andy le clown aux matchs et envoie un subalterne d'Einhorn en informer Rozdilsky. La station de télévision locale WLS-TV ébruite l'affaire et les Chicagolais expriment promptement leur désaccord. En moins de 24 heures, les White Sox reviennent sur leur décision, mais demandent à Rozdilsky de faire le clown uniquement dans les gradins plus élevés du stade, et l'interdisent d'entrée dans les tribunes rapprochées du terrain. Les placiers du Comiskey Park se font cependant un plaisir d'ignorer cette règle et de laisser Andy le clown circuler librement dans le stade. Quant à Ribbie et Roobarb, ils ne sont jamais adoptés par les supporteurs des White Sox, au point où les mascottes sont fréquemment agressées physiquement par des spectateurs, même les enfants. Le duo disparaît après la saison 1988.

## Biographie
Employé de la compagnie International Harvester, Rozdilsky n'est pas à l'emploi de l'équipe de baseball entre 1960 et 1980, lorsque Bill Veeck en est propriétaire, mais on le laisse entrer gratuitement au stade en échange du divertissement qu'il offre. Par la suite, il dit n'avoir jamais reçu plus de 1 000 dollars par année pour sa présence à au moins 81 matchs par saison et déplore que l'équipe de direction menée par Einhorn et Reinsdorf n'ait jamais rempli la promesse formulée en 1981 de lui offrir un billet d'entrée valide à vie. En échange, la direction a fermé les yeux sur la présence du clown dans des sections du stade qui lui avaient été interdites et Andy considère la situation comme « un bris mutuel de contrat verbal ».
Après la saison de baseball 1990, les White Sox de Chicago quittent l'antique Comiskey Park pour l'U.S. Cellular Field. La franchise profite de cette occasion pour se débarrasser définitivement d'Andy, qui est informé qu'on ne tolérera pas sa présence au nouveau stade s'il est costumé. C'est le point final à une relation tendue entre l'amuseur public et le groupe qui est propriétaire du club depuis une décennie. Le septuagénaire prend donc sa retraite. Il apparaît à l'occasion aux matchs des Sox dans les années qui suivent, mais hors personnage. En 30 saisons, Andy the Clown n'a raté que deux matchs locaux des White Sox : en 1983 lorsqu'il est hospitalisé pour un ulcère, et le match d'ouverture de la saison 1989 lors du décès de son épouse Helen.
Père de deux filles (Ruth et Jane) et d'un fils (Andrew), Andrew Rozdilsky meurt à Chicago d'une crise cardiaque le 21 septembre 1995, à l'âge de 77 ans. 